# Mister España Internacional 2016
Mister España Internacional 2016 ha sido la cuarta (4.º) edición del Certamen de Belleza Nacional, Mister España Internacional, el cual se llevó a cabo el sábado 28 de mayo de 2016 en el Palacio de Deportes y Congresos de Playa de Aroç, en la provincia de Gerona.
Al final de la velada Alejandro Nieto, Mister España Internacional 2015 de Cádiz, que en el certamen anterior representó a La Rioja, coronó a su sucesor, Daniel Rodríguez de Tenerife, el cual meses después renunciaría al título por motivos personales, por lo que el título recae en manos del 1.er finalista, Christian Pérez de Valencia, que representó a España en el certamen Mister Universal Ambassador 2016 quedando posicionado entre los 10 finalistas.

## Resultados
| Resultado                   | Candidato |
| --------------------------- | --- |
| Mister España Internacional | - Santa Cruz de Tenerife - Daniel Rodríguez |
| Primer Finalista            | - Valencia - Christian Pérez |
| Segundo Finalista           | - Las Palmas - Airam Déniz |
| Tercer Finalista            | - Murcia - Francisco Regadera |
| Cuarto Finalista            | - Barcelona - David Bernat |
| Semifinalistas              | - Andalucía - Cristian Herrero - Com. Valenciana - Julio Segura - Málaga - Francisco José Plaza - País Vasco - Rubén Castillero - Valladolid - Alberto San José |
| TOP20                       | - Almería - Ramón Alba - Ávila - Mauro López - Cádiz - Álvaro Bocarando - Ciudad Real - Miguel Ángel Mico - Córdoba - Lorenzo Humanez - Galicia - Noel Castiñeira - Guadalajara - Marcelo Peñaranda - Huelva - Jorge Rodríguez - León - Pablo Rodríguez - Melilla - Mohamed Hamed |

## Candidatos Oficiales
| Área                   | Candidato             |
| ---------------------- | --------------------- |
| Albacete               | Sergio Calonge        |
| Alicante               | Adrián Barceló        |
| Almería                | Ramón Alba            |
| Andalucía              | Cristian Herrero      |
| Aragón                 | Alejandro Falces      |
| Asturias               | Marcos González       |
| Ávila                  | Mauro López           |
| Badajoz                | Pablo Correa          |
| Barcelona              | David Bernat          |
| Burgos                 | Jean Paul Rodríguez   |
| Cáceres                | José Miguel Fernández |
| Cádiz                  | Álvaro Bocarando      |
| Canarias               | Tomás Pérez           |
| Cantabria              | Christian Caballero   |
| Castellón              | Elías Anaya           |
| Ceuta                  | Aitor Ferrón          |
| Ciudad Real            | Miguel Ángel Mico     |
| Com. Valenciana        | Julio Segura          |
| Córdoba                | Lorenzo Humanez       |
| Cuenca                 | Mario Rodríguez       |
| Galicia                | Noel Castiñeira       |
| Gerona                 | Pere Matas            |
| Granada                | Jaime Medina          |
| Guadalajara            | Marcelo Peñaranda     |
| Huelva                 | Jorge Rodríguez       |
| Islas Baleares         | Cristian Urquizar     |
| Jaén                   | Miguel Ángel García   |
| La Rioja               | Mario Borges          |
| Las Palmas             | Airam Déniz           |
| León                   | Pablo Rodríguez       |
| Lérida                 | Javier Alfonso        |
| Madrid                 | Antonio Baeza         |
| Málaga                 | Francisco José Plaza  |
| Melilla                | Mohamed Hamed         |
| Murcia                 | Francisco Regadera    |
| Navarra                | Aritz Uztarroz        |
| País Vasco             | Rubén Castillero      |
| Palencia               | Alejandro Guarnido    |
| Salamanca              | Jorge Vicente         |
| Segovia                | Carlos Márquez        |
| Sevilla                | Manuel Díaz           |
| Soria                  | Guillermo Samaka      |
| Tarragona              | Sergio Zapata         |
| Santa Cruz de Tenerife | Daniel Rodríguez      |
| Toledo                 | Mario Moya            |
| Valencia               | Christian Pérez       |
| Valladolid             | Alberto San José      |
| Zamora                 | Juan Evangelista Bosa |

## Datos acerca de los candidatos
- Algunos de los delegados del Mister Internacional España 2016 han participado, o participarán, en otros certámenes de importancia internacionales:
  - Christian Pérez (Valencia) fue finalista (TOP10) en Mister Universal Ambassador 2016 celebrado en Indonesia.
  - Francisco Regadera (Murcia) fue semifinalista (TOP15) en Manhunt International 2016 celebrado en China.
  - David Bernat (Barcelona) participó sin éxito en Best Model of the Year 2016 celebrado en Portugal.

## Jurado Calificador de la Final[3]
- Fran Fajardo, periodista de Canarias7 (Presidente del Jurado Calificador).
- Carlos Pérez Gimeno, periodista de El Confidencial y TVE.
- Ares Teixidó, periodista y tertuliana de Gran Hermano.
- Felipe López, nadador, campeón de España de 100 m mariposa.
- Tatiana Calderón, representante artística.
- Rosa Farro, representante de la Associació Empresaris Platja d'Aro.

## Pruebas clasificatorias
Las distintas pruebas tuvieron un jurado seleccionado en exclusiva para dichas pruebas. El ganador de cada prueba conseguía un pase directo a la siguiente fase del certamen, por lo que seis de los veinte puestos en dicha fase eran elegidos en los días previos a la final, quedando catorce plazas vacantes que serían seleccionadas directamente por el jurado calificador de la final. Además en la prueba de baño, cuyo jurado principal era Luis Mentado Medina, fundador de la marca canaria XTG Extreme Game, se seleccionaron previamente diez finalistas que harían una sesión en la playa para dicha marca y de la cual saldría el ganador de la prueba.
Los resultados de dichas pruebas clasificatorias fueron los siguientes:
| Pruebas clasificatorias | Pruebas clasificatorias |
| Resultado               | Candidato |
| ----------------------- | --- |
| Redes Sociales          | - Galicia - Noel Castiñeira |
| Top Model               | - Santa Cruz de Tenerife - Daniel Rodríguez |
| Elegancia               | - Valencia - Christian Pérez |
| Deporte                 | - Ávila - Mauro López |
| Traje Típico            | - Málaga - Francisco José Plaza |
| Baño                    | - Barcelona - David Bernat |
| Finalistas en Baño      | - Andalucía - Cristian Herrero - Com. Valenciana - Julio Segura - Granada - Jaime Medina - Huelva - Jorge Rodríguez - La Rioja - Mario Borges - Murcia - Francisco Regadera - Salamanca - Jorge Vicente - Santa Cruz de Tenerife - Daniel Rodríguez - Valencia - Christian Pérez |

## Enlaces
- Sitio web oficial
- Mister España Internacional